# Hvannasund

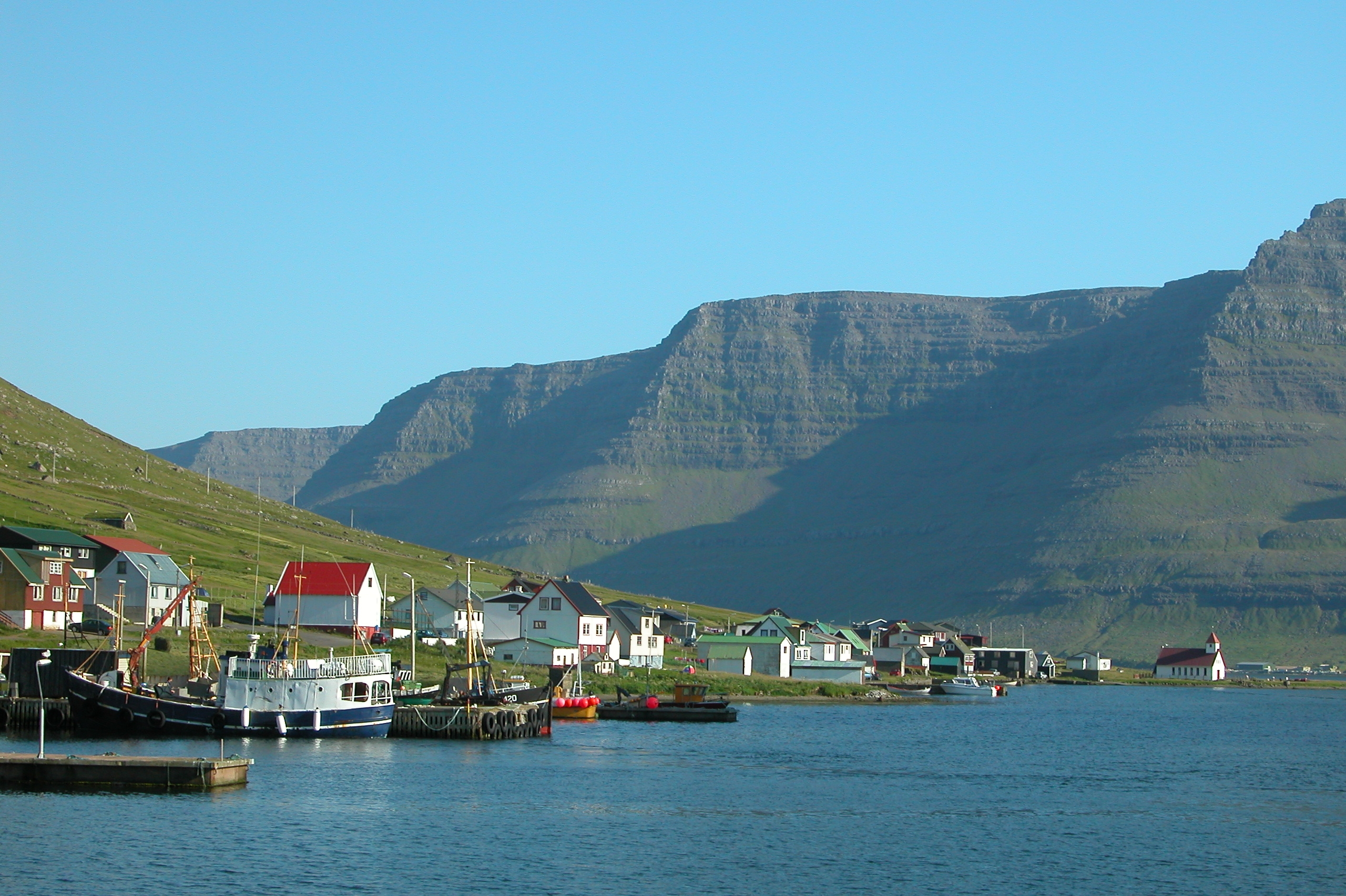
Panorama

Hvannasund (in danese Kvannesund) è un comune delle Isole Fær Øer. Ha una popolazione di 451 abitanti, fa parte della regione di Norðoyar e si trova sulle isole di Borðoy e Viðoy.
Oltre al capoluogo il comune comprende le località di Depil, Múli, Norðdepil e Norðtoftir.